# Aleksandr Sergeevič Serov
Aleksandr Sergeevič Serov (in russo Александр Сергеевич Серов?; Vyborg, 12 novembre 1982) è un dirigente sportivo, ex pistard e ciclista su strada russo. Specialista dell'inseguimento a squadre, fu campione europeo 2012 e medaglia d'argento mondiale 2011 di specialità.

## Palmarès

### Pista
- 2001

4ª prova Coppa del mondo, Inseguimento a squadre (Aguascalientes, con Vladislav Borisov, Vladimir Karpec e Aleksej Markov)
- 2002

3ª prova Coppa del mondo, Inseguimento a squadre (Mosca, con Sergej Klimov, Aleksej Markov e Denis Smyslov)
- 2003

1ª prova Coppa del mondo, Inseguimento a squadre (Mosca, con Nikita Es'kov, Sergej Klimov e Aleksej Markov)
- 2006

3ª prova Coppa del mondo 2005-2006, Inseguimento a squadre (Los Angeles, con Sergej Klimov, Sergej Klimov e Nikolaj Trusov)
1ª prova Coppa del mondo 2006-2007, Inseguimento individuale (Sydney)
1ª prova Coppa del mondo 2006-2007, Inseguimento a squadre (Sydney, con Michail Ignat'ev, Sergej Klimov e Nikolaj Trusov)
- 2011

3ª prova Coppa del mondo 2010-2011, Inseguimento a squadre (Pechino, con Aleksandr Chatuncev, Evgenij Kovalëv e Aleksej Markov)
Campionati russi, Inseguimento a squadre (con Evgenij Kovalëv, Ivan Kovalëv e Aleksej Markov)
Campionati russi, Americana (con Aleksej Markov)
1ª prova Coppa del mondo 2011-2012, Inseguimento a squadre (Astana, con Evgenij Kovalëv, Ivan Kovalëv e Aleksej Markov)
- 2012

3ª prova Coppa del mondo 2011-2012, Inseguimento a squadre (Pechino, con Evgenij Kovalëv, Ivan Kovalëv e Aleksej Markov)
Campionati europei, Inseguimento a squadre (con Artur Eršov, Valerij Kajkov e Aleksej Markov)
- 2013

3ª prova Coppa del mondo 2012-2013, Inseguimento a squadre (Aguascalientes, con Evgenij Kovalëv, Ivan Savickij e Nikolaj Žurkin)
Campionati russi, Inseguimento a squadre (con Artur Eršov, Evgenij Kovalëv e Ivan Savickij)
- 2014

Memorial Alexander Lesnikov, Inseguimento individuale (Mosca)
- 2015

Memorial Alexander Lesnikov, Inseguimento individuale (Mosca)
1ª prova Coppa del mondo 2015-2016, Inseguimento a squadre (Cali, con Sergej Šilov, Dmitrij Sokolov e Kirill Svešnikov)

#### Altri successi
- 2006

Classifica generale Coppa del mondo 2006-2007, Inseguimento individuale

### Strada
- 2006 (Tinkoff Restaurants, una vittoria)

Parigi-Mantes-en-Yvelines
- 2007 (Tinkoff Credit Systems, una vittoria)

6ª tappa Tour of Britain (Liverpool > Kendal)
- 2011 (Dilettanti, una vittoria)

4ª tappa Flèche du Sud (Belvaux > Esch-sur-Alzette)
- 2012 (RusVelo, una vittoria)

2ª tappa Vuelta a Murcia (Murcia, cronometro)
- 2013 (RusVelo, due vittorie)

1ª tappa Volta a Portugal (Bombarral > Aveiro)
5ª tappa Vuelta Ciclista a Costa Rica (Liberia > Santa Cruz)

#### Altri successi
- 2016 (Gazprom-RusVelo)

1ª tappa, 2ª semitappa Settimana Internazionale di Coppi e Bartali (Gatteo, cronosquadre)

## Piazzamenti

### Grandi Giri
- Giro d'Italia

2008: 124º
2009: 117º
2016: 128º

### Classiche monumento
- Milano-Sanremo

2008: ritirato
- Parigi-Roubaix

2008: ritirato
- Liegi-Bastogne-Liegi

2007: ritirato
2008: ritirato
- Giro di Lombardia

2008: ritirato

### Competizioni mondiali
- Campionati del mondo su pista

Fiorenzuola 2000 - Inseg. individuale Junior: 3º
Fiorenzuola 2000 - Inseg. a squadre Junior: 3º
Stoccarda 2003 - Inseguimento a squadre: 4º
Melbourne 2004 - Inseguimento individuale: 16º
Los Angeles 2005 - Inseguimento individuale: 4º
Los Angeles 2005 - Inseguimento a squadre: 8º
Bordeaux 2006 - Inseguimento individuale: 7º
Bordeaux 2006 - Inseguimento a squadre: 8º
Palma di Maiorca 2007 - Inseguimento individuale: 9º
Palma di Maiorca 2007 - Inseguimento a squadre: 8º
Manchester 2008 - Inseguimento individuale: 11º
Manchester 2008 - Inseguimento a squadre: 5º
Ballerup 2010 - Inseguimento individuale: 4º
Ballerup 2010 - Inseguimento a squadre: 7º
Apeldoorn 2011 - Inseguimento a squadre: 2º
Melbourne 2012 - Inseguimento a squadre: 4º
Minsk 2013 - Inseguimento a squadre: 5º
Minsk 2013 - Inseguimento individuale: 6º
Cali 2014 - Inseguimento a squadre: 4º
Cali 2014 - Inseguimento individuale: 6º
Cali 2014 - Americana: 9º
St. Quentin-en-Yv. 2015 - Inseguimento a squadre: 5º
St. Quentin-en-Yv. 2015 - Inseguim. individuale: 4º
Londra 2016 - Inseguimento a squadre: 5º
- Campionati del mondo su strada

Plouay 2000 - In linea Junior: 37º
Valkenburg 2012 - Cronosquadre: 12º
- Giochi olimpici

Pechino 2008 - Inseguimento individuale: 7º
Pechino 2008 - Inseguimento a squadre: 6º
Londra 2012 - Inseguimento a squadre: 4º

### Competizioni europee
- Campionati europei su pista

Mosca 2003 - Inseguimento individuale Under-23: 2º
Valencia 2004 - Inseguimento individuale Under-23: 2º
Pruszków 2010 - Inseguimento a squadre: 2º
Panevėžys 2012 - Inseguimento a squadre: vincitore
Apeldoorn 2013 - Inseguimento a squadre: 2º
Baie-Mahault 2014 - Inseguimento a squadre: 3º
Baie-Mahault 2014 - Inseguimento individuale: 7º
Grenchen 2015 - Inseguimento a squadre: 6º